# Breitbrunn am Chiemsee
Breitbrunn am Chiemsee là một đô thị ở huyện Rosenheim bang Bayern thuộc nước Đức.